# Josefschule (Essen-Kupferdreh)
Die Josefschule ist eine katholische Grundschule im Essener Stadtteil Kupferdreh. Die Schule steht an der Byfanger Straße und besteht aus drei Gebäudetrakten.

## Geschichte
Am 31. Mai 1893 begann der Bau der Grundschule und am 9. Oktober 1893 wurde sie bereits bezogen. Joseph Schütte aus Frintrop war der erste Schulleiter an der Schule. Von 1893 bis 1932 übte er diese Tätigkeit aus. Im Jahr 1940 wirkten sich die vielen Kriegsereignisse auch sehr stark auf die Schule aus. Klassenräume wurden hauptsächlich für den Hilfsdienst- und Sicherheitsdienst bzw. für die Einquartierung von Soldaten gebraucht. Unter dem Nationalsozialismus verlor die Schule ihre kirchliche Bindung und hieß vorübergehend „Heidbergschule“. Nach dem Krieg erhielt sie auf Beschluss des Schulausschusses der Stadt Essen ihre alte Bezeichnung „Josefschule“ zurück. Am 9. Oktober 1953 feierte sie als städtische Schule ihr 60-jähriges Bestehen, nachdem sie im Zweiten Weltkrieg das „Goldene Jubiläum“ nicht hatte begehen können. Im Schuljahr 2006/2007 öffnete die Offene Ganztagsbetreuung an der Josefschule. Heute werden Schulkinder in sechs Gruppen betreut. Seit 1990 besuchen allein die Josefschülerinnen und -schüler die Schule. Alle Klassen der Hinsbeckschule zogen damals in ein eigenes Gebäude an der Schwermannstraße um.
Die Josefschule ist zwei- bis dreizügig, von der Stadt Essen ist künftig eine Zweizügigkeit vorgesehen.
Im Laufe der Zeit wurden die bestehenden Gebäude der Josefschule um zwei Pavillons mit insgesamt acht Räumen erweitert, die für Unterricht und Betreuung genutzt werden. Für den Sportunterricht stehen in Kupferdreh Turnhallen, ein Schwimmbad und ein Sportplatz zur Verfügung.

## Schulgottesdienste
Bis November 2013 fanden Schulgottesdienste in der Pfarrkirche St. Josef statt. Seit der Schließung dieser Kirche werden die Schulgottesdienste in der katholischen Kirche St. Mariä Geburt und in der evangelischen Christuskirche gehalten.

## Auszeichnung
- 2014: Deichmann-Förderpreis für Flüchtlingsarbeit[3]